# Julio Grondona
Julio Humberto Grondona (Avellaneda, 18 settembre 1931 – Buenos Aires, 30 luglio 2014) è stato un dirigente sportivo argentino, presidente AFA e vicepresidente FIFA.

## Biografia
Dopo aver giocato in gioventù come centrocampista - entrò anche a far parte del settore giovanile del River Plate - e aver lasciato i suoi studi di ingegneria per lavorare nella ferramenta a gestione familiare, iniziò la carriera dirigenziale il 28 gennaio 1956 quando, insieme ad altri soci, fondò l'Arsenal Fútbol Club, stabilendo la sua sede nella città di Sarandí. Dal 1957 al 1976 ne fu presidente, e dallo stesso 1976 al 1981 ricoprì lo stesso incarico al Club Atlético Independiente di Avellaneda.
Nel 1979 fu eletto a capo della Federazione calcistica argentina (AFA), mentre nel 1988 entrò a far parte della FIFA, la federazione calcistica mondiale. Durante l'incarico di Grondona la Nazionale dell'Argentina ha vinto un Mondiale (Messico 1986), due edizioni consecutive della Copa América (Cile 1991 e Ecuador 1993) e la Confederations Cup 1992, nonché due medaglie d'oro olimpiche (Atene 2004 e Pechino 2008).
Il suo incarico iniziale all'interno della Federazione nazionale fu quello di segretario delle finanze, ruolo che, più tardi, gli verrà assegnato anche dalla FIFA. Dal 1980 ha smesso di assistere alle partite del campionato argentino di calcio, mentre si reca regolarmente ad assistere alle partite della Nazionale durante i Mondiali. Ha inoltre avuto alcuni procedimenti a carico, tutti chiusi con l'assoluzione.
È scomparso nel 2014 all'età di 82 anni a seguito di un aneurisma aortico.

### Dissidi con Maradona
Ha avuto anche alcuni diverbi e litigi con Diego Armando Maradona, scelto da Grondona stesso nel 2008 come C.T. ed esonerato nel 2010, secondo Maradona non avendo mantenuto la parola data. Nel dicembre 2010 Grondona accusò Maradona di far ancora uso di stupefacenti. Maradona ribatté dicendo che Grondona fosse solo un anziano che aveva perso il senno e che all'interno dello staff tecnico della nazionale aveva lui stesso dato incarico a Sergio Batista e ad Alberto Rodríguez, i quali in passato avevano avuto problemi di droga.
Nel maggio del 2011 Maradona accusò nuovamente Grondona, nella specie di aver fatto dopare i giocatori della nazionale senza il controllo antidoping prima dello spareggio con l'Australia valevole per la qualificazione a Usa '94. Grondona in quell'occasione si scagliò contro Maradona, sostenendo che non aveva fatto fare i test antidoping per il bene di Maradona stesso, nel timore che potesse accadere qualcosa, in quanto vi era il sospetto che taluno di essi potesse risultare positivo a seguito delle cure assunte nella propria squadra. Ha poi negato che tutto ciò fosse stato fatto per permettere l'assunzione di sostanze proibite ai giocatori. Maradona ha poi annunciato di volere fare causa a Grondona, che aveva fatto delle dichiarazioni fuori luogo su Maradona. Poco tempo dopo l'avvocato Kalbermatten, difensore di Maradona, ha affermato di voler portare Grondona in tribunale per porre fine alla sua dittatura nel calcio e per farlo uscire dalla AFA e dalla FIFA.